# Płyta kompaktowa
Płyta kompaktowa (rzadziej fonodysk, ang. Compact Disc) – nośnik danych w formie dysku optycznego, pierwotnie stworzony w celu przechowywania i odtwarzania cyfrowych plików dźwiękowych przy użyciu standardu CD-Audio. Płyta CD charakteryzowała się dużą pojemnością w porównaniu do wcześniejszych nośników danych.
Pierwsze badania nad opracowaniem płyty CD rozpoczęły się w 1974 roku w firmie Philips. Równolegle prace prowadził koncern Sony, który w 1977 roku jako pierwszy publicznie zaprezentował cyfrową płytę audio. Zastosowano w niej mechanizm nagrywania i odczytu optycznego. W sierpniu 1979 roku firmy Philips i Sony nawiązały współpracę.

## Historia
W 1970 roku amerykański wynalazca James T. Russell odkrył, że istnieje możliwość nagrywania cyfrowych informacji na przezroczystej folii oświetlanej od tyłu za pomocą lamp halogenowych o wysokiej mocy. Technologia ta była początkowo przeznaczona dla znacznie większego formatu Laserdisc. Później koncerny Phillips i Sony zastosowały ten mechanizm w swoich produktach.
Prototypowe płyty CD zostały po raz pierwszy zaprezentowane 8 marca 1979 roku podczas konferencji prasowej Philips w Eindhoven.
Standard CD został opublikowany w 1980 roku. Pierwsze płyty CD zostały wybite 17 sierpnia 1982 roku w Langenhagen w fabryce firmy PolyGram. Odtwarzacze CD (dawniej: dyskofony) oraz świeżo opracowane płyty, zostały wprowadzone do sprzedaży w Japonii we wrześniu 1982 roku. W Stanach Zjednoczonych i Europie pojawiły się w marcu 1983 roku.

### Pierwsze albumy
Jedną z pierwszych płyt testowych było nagranie „Eine Alpensinfonie” Richarda Straussa. Według niektórych źródeł pierwszą wydaną komercyjnie płytą CD było nagranie audio walców Chopina w wykonaniu Claudio Arrau, a inne podają, że pierwszą wydaną płytą kompaktową był album „The Visitors” zespołu ABBA. Jednym z pierwszych masowo sprzedawanych albumów, wydanych na płycie CD, był album Billy’ego Joela „52nd Street”, który trafił do sklepów w Japonii w październiku 1982.
Pionierskim albumem wydanym na płycie kompaktowej była płyta „Brothers in Arms” zespołu Dire Straits wydana w dniu 13 maja 1985. Sprzedał się w nakładzie ponad miliona egzemplarzy.

## Podział płyt CD
Ze względu na wykorzystaną w nich technologię, płyty CD dzielą się na:
- płyta CD (tłoczona fabrycznie) – jest odciśnięta z cynkowej matrycy, która była jej „negatywem”, analogicznie do płyt winylowych[potrzebny przypis],
- płyta CD-R – zawiera ścieżki i umożliwia jednokrotne zapisywanie danych (jednak nie umożliwia ich kasowania[15]) za pomocą lasera,
- płyta CD-RW – pozwala na laserowy zapis i wymazywanie danych do ok. tysiąca razy.

Oprócz tego istnieją jeszcze płyty CD o średnicy 8 cm (Mini CD) i płyty w kształcie wizytówki, o mniejszych rozmiarach i pojemnościach.

### Płyty CD-R
Proces zapisu danych na płycie CD-R polega na wytwarzaniu pitów na warstwie nośnej. W tym procesie barwnik i warstwa nośna zostają podgrzane przez laser o mocy 4-11 mW. Skutkuje to otrzymaniem temperatury równej ok. 250 °C, co powoduje topnienie warstwy nośnej i rozprzestrzenianie się barwnika na wolne obszary dysku. W początkowej fazie laser generuje wyższą moc, co ma na celu stopienie barwnika. Gdy to się stanie, następuje zmiana mocy, umożliwiająca zapis danych.

### Płyty CD-RW
Podstawową warstwę płyty CD-RW (przed zapisem) tworzy powłoka polikrystaliczna. Podczas procesu nagrywania, moc lasera waha się w granicach od 8 do 14 mW. Następnie laser rozpoczyna podgrzewanie obszarów nagrywanej ścieżki do temperatury od 500 do 700 °C. W ten sposób laser roztapia kryształy, tworząc warstwę amorficzną (tzw. pity), o słabszej zdolności odbijania światła, co pozwala na rozróżnienie tych obszarów podczas odczytu danych przez czytniki.
Kasowanie danych na płytach CD-RW to proces przywracający powierzchnię płyty ze stanu amorficznego do krystalicznego. Jest to możliwe po uzyskaniu temperatury 200 °C. Zabieg ten powoduje, że płyta CD-RW wraca do stanu czystego nośnika. Do usprawnienia procesu kasowania danych na płycie, stosuje się metodę, polegającą na usuwaniu ostatniej nagranej ścieżki, tj. wymazaniu subkodu mapy dysku, w której zamieszczone są informacje na temat ulokowania danych na płycie. W ten sposób dane pozostają nienaruszone, a czytniki rozpoznają płytę jako niezapisaną.
Na nośnikach CD-RW możliwe jest zapisywanie nowej informacji bez konieczności kasowania całej zawartości płyty. Następuje to poprzez inicjację procesu łączącego dotychczas osobne usuwanie i zapisywanie danych. Wartość mocy lasera jest identyczna jak w przypadku standardowego zapisu, jednak sam laser jest skierowany w obszar pomiędzy pitami starszymi i nowszymi. Po zmniejszeniu mocy następuje utworzenie się krystalicznej warstwy, co bezpośrednio skutkuje nadpisywaniem danych na granicy dwóch pitów.

### Płyty z danymi
Płyta kompaktowa może służyć do zapisu muzyki, filmu (Video CD albo Super Video CD) lub różnego rodzaju plików komputerowych. Płyty są zwykle zapisane z użyciem systemu plików ISO 9660 (wcześniej zwanym High Sierra). Format ten ogranicza nazwy plików do stylu MS-DOS (8+3). Joliet pozwala na tworzenie dłuższej nazwy pliku oraz na zagłębienie się w strukturze katalogów powyżej ośmiu poziomów. Rock Ridge, podobnie jak Joliet, wykorzystuje niezdefiniowane pola w standardzie ISO 9660, aby obsługiwać dłuższe nazwy, lecz dodatkowo informacje typowo uniksowe (właściciel pliku, symboliczne dowiązania itp.).

## Cechy płyt CD

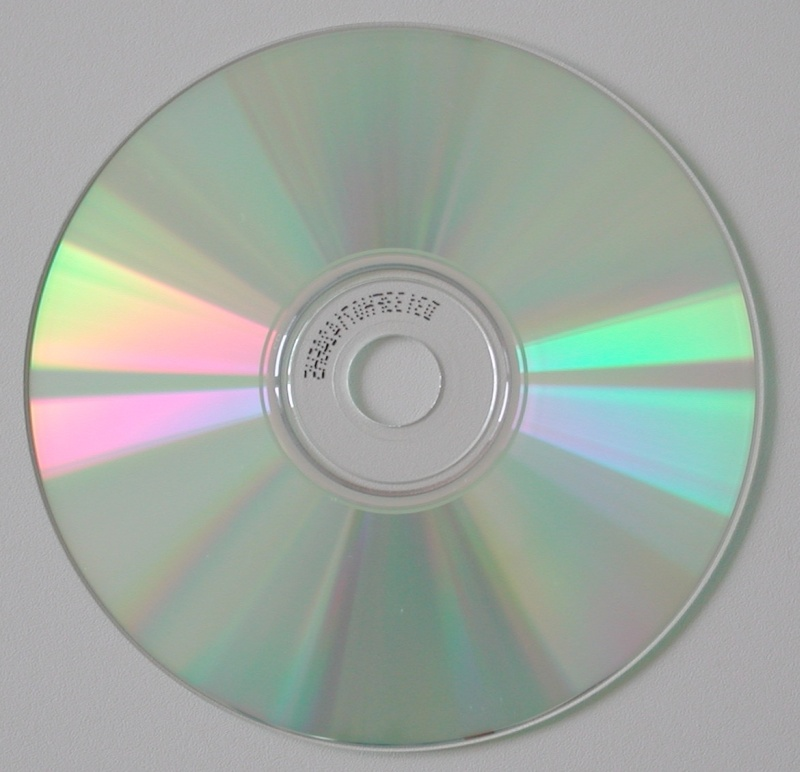
Płyta typu CD-R (dolna część)

### Pojemność i rozmiar
Standardowa płyta kompaktowa mieści 74 minuty muzyki, zapisanej przy użyciu kodowania PCM, co odpowiada 650 MB danych. Najczęściej dźwięk na płycie CD nie jest poddawany kompresji. Powstały również nośniki mieszczące: 700 MB (80 min), 800 MB (90 min), 870 MB (99 min), a nawet 1,4 GB, czyli płyty dwustronne, jednak dwie ostatnie występują niemal wyłącznie jako płyty jednokrotnego zapisu. Wśród płyt pierwotnie tłoczonych (komercyjnych) dominują rozmiary 650 MB i 700 MB.
Płyta ma średnicę 120 mm, grubość 1,2 mm i przeciętnie ma masę ok. 15 g (standard CD Audio Red Book dopuszcza masę od 14,1 g do 33 g). Długość spirali z zapisanymi danymi na typowej płycie to ok. 5,4 km (dla DVD ok. 11,6 km).
Początkowo koncern Sony postulował, by średnica płyty wynosiła 12 cali (czyli tyle samo co w przypadku płyty gramofonowej), lecz gdy okazało się, że na tak dużej płycie zmieściłoby się 12 godzin muzyki, postanowiono tę średnicę zmniejszyć. Następnie zaproponowano, żeby płyta mieściła 60 minut muzyki analogicznie (np. do kasety) i miała średnicę 100 mm (Sony) lub 115 mm (Philips). Istnieje pewna miejska legenda mówiąca, że to austriacki dyrygent Herbert von Karajan przekonał wynalazców dysków CD, aby zwiększono jej pojemność do 74 minut, żeby można było na jednym krążku zmieścić całą IX symfonię Beethovena. Zaprzeczył temu później współtwórca systemu Kees Immink. Ostatecznie zdecydowano, że płyta będzie miała średnicę 12 cm (tyle, co popularna wówczas dyskietka 5,25 cala), co umożliwia zapisanie od 74 do 80 minut muzyki.
Częstotliwość próbkowania dźwięku zapisanego na płycie CD to 44,1 kHz, co pozwala na odwzorowanie dźwięku o częstotliwości do 22,05 kHz (częstotliwość Nyquista).

### Trwałość
Dawniej żywotność płyt szacowano na około 15 lat. Niemieckie Archiwum Muzyczne podało, że niektóre ze starych egzemplarzy były pokryte farbą nitową, która stopniowo rozkładała samą płytę. Dziś uznaje się, że żywotność płyty to ok. 50–100 lat. Nie zużywają się one w czasie odczytu, ale w wyniku naturalnych procesów starzenia się. Zalicza się do tego odwarstwianie się powłok, czy też odbarwianie barwników używanych w dyskach nagrywanych.

## Budowa nośnika, zapis danych

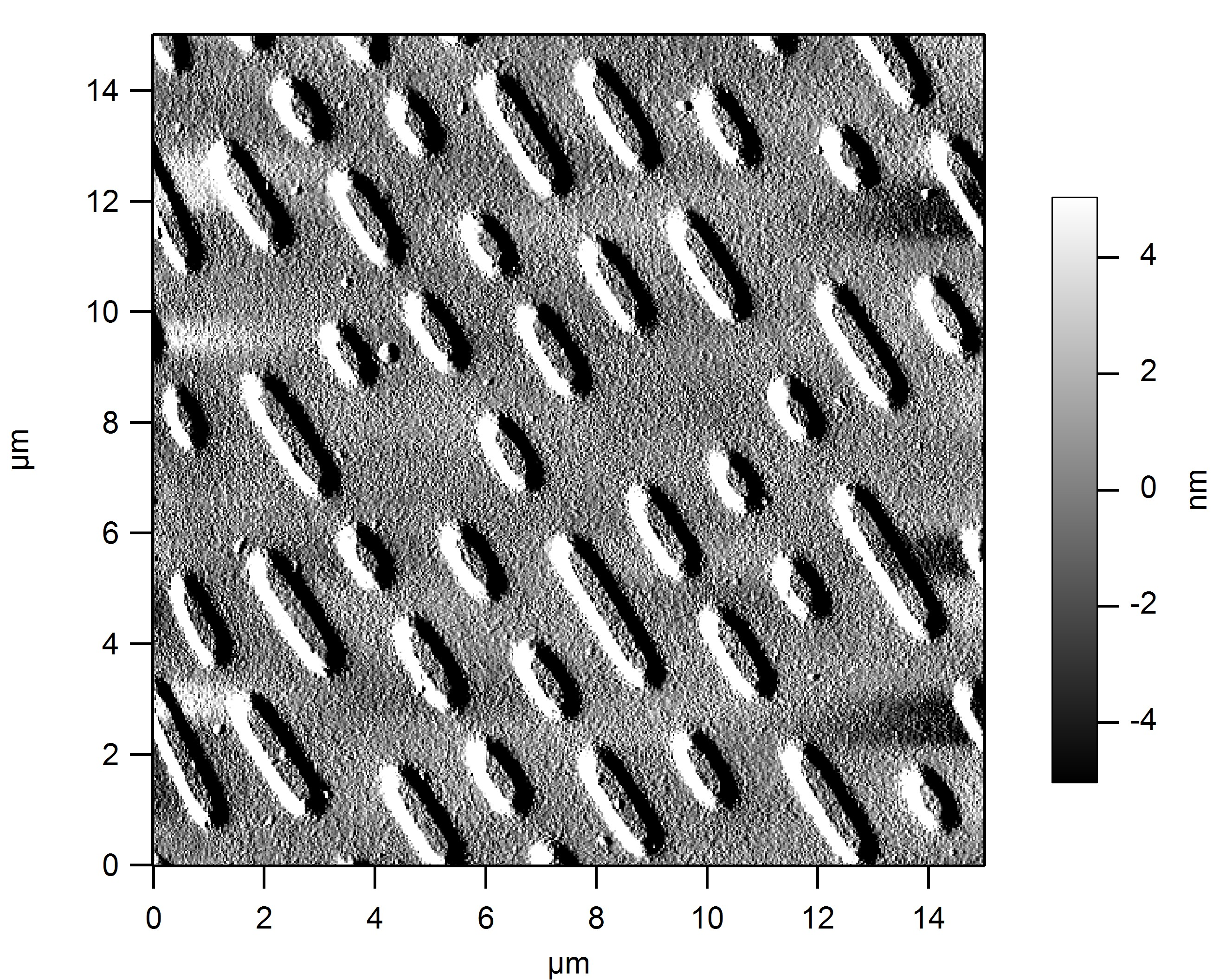
Mikrofotografia wgłębień i pól

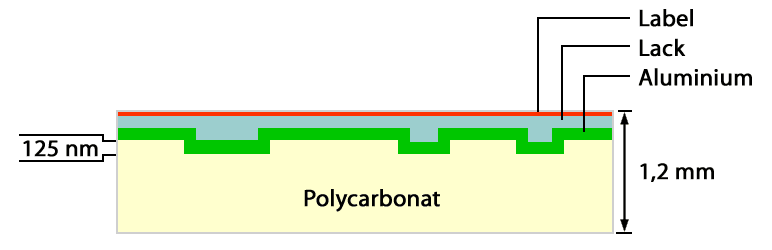
Schemat przekroju płyty tłoczonej

Standardowa płyta kompaktowa, często określana jako audio CD, w odróżnieniu do późniejszych wariantów, przechowuje cyfrowy zapis dźwięku w standardzie zgodnym z „czerwoną księgą” (ang. red book). Płyty kompaktowe wykonane są z poliwęglanowej płytki o grubości 1,2 mm i średnicy 12 cm, pokrytej cienką warstwą glinu (aluminium), w której mieszczą się informacje w postaci kombinacji niewielkich rowków i miejsc ich pozbawionych. Odczytywane są one laserem półprzewodnikowym (AlGaAs) o długości fali około 780 nm. Zapis tworzy spiralną ścieżkę, biegnącą od środka do brzegu nośnika.
Prędkość obrotowa płyty zmienia się w następujący sposób: stała prędkość liniowa głowicy odczytuje ścieżki zapisu i dla prędkości odczytu x1 mieści się w zakresie od 1,2 do 1,4 m/s. Odczyt płyty odbywa się od środka do zewnątrz, a prędkość obrotowa maleje wraz z oddalaniem się od środka płyty.
Dane przed ulokowaniem ich na dysku są kodowane w standardzie „8-w-14” i zapisywane w postaci pól (ang. land) i wgłębień (ang. pit). W płytach tłoczonych wgłębienia mają głębokość o wartości 1/4 długości fali w materiale płyty lasera odczytującego (około 125 nm), w wyniku interferencji światła odbitego od otoczenia i wgłębienia następuje wygaszenie fali. Wgłębienia mają szerokość 500 nm, a odległości między kolejnymi ścieżkami wynoszą 1,6 µm. Różnice w odbiciu światła są wykorzystywane przez serwomechanizm soczewki do prowadzenia wiązki po ścieżce i do jej ogniskowania.
System kodowania „8-w-14” polega na tym, że najmniejsza długość pitu i landu wynosi 3 bity (833 nm), a największa – 11 bitów (3560 nm). Podczas odczytu płyty przez wiązkę laserową, otrzymuje się sygnał, w którym informację nie przenosi bezpośrednio stan „pit/land”, a czas między kolejnymi zmianami sygnału. Każda zmiana sygnału zmienia poziom sygnału wyjściowego (NRZI).

### Budowa płyty CD-R
W skład płyty CD-R wchodzą 4 warstwy:
- poliwęglanowa warstwa nośna w postaci plastikowego krążka[potrzebny przypis],
- warstwa odbijająca (złota, aluminiowa, lub srebrna)[potrzebny przypis],
- warstwa barwnika, który ulega skurczeniu (następuje nieodwracalna deformacja substancji organicznej i powstaje obszar rozpraszający czyli nieprzepuszczalny dla światła - w momencie zapisu[24]),
- warstwa ochronna składająca się z lakieru,
- informacje można nagrać jednorazowo (praca w trybie single session) lub dopisywać (praca w trybie multisession[25]).

### Budowa płyty CD-RW
Kolejnym nośnikiem, wykonanym w technologii CD, jest nośnik CD-RW (Compact Disc-Rewritable). Umożliwia on zapis, odczyt oraz kasowanie informacji. Moc lasera użytego do zapisu płyty powoduje, że część obszarów ma postać krystaliczną, a pozostała – amorficzną. To powoduje, że promieniowanie odczytujące jest przekazywane lub pochłaniane. Wynika to z zastosowania specjalnego stopu metali. Warstwa poliwęglanu posiada rowek prowadzący. Nad nią znajduje się warstwa ZnS-SiO2, która efektywnie odprowadza ciepło, podczas zapisu laserowego płyty. Wyżej naniesiono odbijającą warstwę aluminiową. Całość zwieńcza specjalna, lakierowana powłoka, na której zazwyczaj umieszcza się logo producenta lub informacje o zawartości nośnika. 
Budowane w ten sposób płyty CD-RW powodują pewne ograniczenia w zapisie danych, może przykładowo nastąpić realne wydłużenie prędkości zapisu, itp. Ponadto zazwyczaj jakość i wytrzymałość nośników jest stosunkowo niska: przeważnie producenci gwarantują ok. 1000 udanych skasowań.
Technika zapisywania informacji na nośnikach CD-RW jest porównywalna z zapisem danych na płytach gramofonowych, w CD-RW również znajduje się rowek „prowadzący”. Jego funkcją jest wyznaczenie drogi lasera w celu zapisywania lub odczytywania płyty. W odpowiednio wyprodukowanych (zwykle droższych) nośnikach, rowek ten powinien mieć następujące parametry:
- głębokość – 200 nm,
- szerokość górna – 700 nm,
- szerokość dolna – 400 nm,
- kąt nachylenia ścianek bocznych: 50 stopni.

Jeśli płyta nie spełnia tych zwyczajowo przyjętych norm, zapis danych na niej może być bardziej ryzykowny i nieefektywny.

## Napędy CD-ROM
Napędy pierwszej generacji pracowały z prędkością odczytu ok. 150 KB/s. Producenci sprzętu zaprezentowali następnie napędy podwójnej prędkości (300 KB/s), czterokrotnej prędkości (600 KB/s) i szybsze. Jedne z najszybszych napędów CD osiągają 54-krotną prędkość odczytu (8100 KB/s), choć prędkość ta jest osiągana tylko na pewnym obszarze płyty. W 1999 roku firma Kenwood zaprezentowała czytnik CD osiągający 72-krotną prędkość odczytu (10 800 KB/s). Osiągnięcie tak wysokich transferów było możliwe dzięki zastosowaniu technologii TrueX, umożliwiającej odczytywanie danych z 7 ścieżek jednocześnie. Pozwoliło to również na ograniczenie prędkości obrotowej dysku z ok. 11 000 obr./min (napędy 52x) do 2700-5100 obr./min, co wpłynęło na zmniejszenie hałasu i wibracji podczas pracy nośnika. Rozwiązanie to jednak nie rozpowszechniło się zbyt szeroko, co mogło być spowodowane pracami nad napędami DVD.
Większość napędów CD-ROM komunikuje się z komputerem za pomocą interfejsu SCSI, lub IDE EIDE, wykorzystując najczęściej protokoły ATAPI lub ASPI. W latach 90. wiele napędów CD-ROM wyposażonych było w zewnętrzne gniazdo słuchawkowe (3,5 mm), pozwalające na odtwarzanie płyty Audio-CD, bez konieczności użycia jakiegokolwiek oprogramowania, oraz w wewnętrzne wyjście cyfrowe  S/PDIF, umożliwiające czytanie ramek danych z płyt Audio-CD w formie cyfrowej. Z końcem lat 90. producenci coraz częściej rezygnowali z montażu dodatkowego, przedniego złącza audio (tzw. gniazda słuchawkowego).
Dostępne są także nagrywarki CD, zapisujące płyty CD-R oraz CD-RW. Używają one innych środków i wyspecjalizowanego wyposażenia do nagrywania. Płyta wynikowa CD-R może być odczytana przez jakikolwiek napęd CD-ROM.
Na przełomie 2004 i 2005 roku, nagrywarki następnego standardu DVD znacznie staniały. Niższa cena nowych nagrywarek, potrafiących nie tylko zapisywać dyski DVD (+R/-R/+RW/-RW/RAM/DL), ale również CD: R/RW, spowodowała znaczne obniżenie popytu na nagrywarki i czytniki CD.

### Oznaczenia płyt audio CD
- AAD (Analog – Analog – Digital) – nagranie i miksowanie analogowe, mastering cyfrowy.
- ADD (Analog – Digital – Digital) – nagranie analogowe, miksowanie i mastering cyfrowy.
- DDD (Digital – Digital – Digital) – nagranie, miksowanie i mastering cyfrowy.

## Technologia wytwarzania płyt CD

### Premastering
Tworzy prototyp płyty CD. Układ danych na matrycy zostaje następnie przeniesiony na krążek i powielany.

### Proces tworzenia matrycy

#### Glassmastering
Dane wejściowe pobierane są z nośnika fizycznego np. płyty CD-R/DVD, taśm długości 8 mm, taśm DLT, bądź bezpośrednio z cyfrowego obrazu płyty (DDP Image). Za pomocą specjalnego urządzenia tworzy się tzw. szklany wzorzec (glassmaster). Wyróżnia się dwie główne technologie produkcji glassmasterów: starszą, dye-polimerową oraz nowszą - fotorezystywną.
Starsza technologia dye-polimerowa polega na fizycznym wypaleniu spiralnej ścieżki danych w warstwie polimeru. Stosuje się tutaj lasery gazowe.
Wymiary takiego glassmastera to:
- 30 cm średnicy,
- 1 cm grubości.

Szklany dysk, po uprzednim pokryciu cienką warstwą dye-polimeru, zostaje umieszczony w laserze. Po skończonym wypalaniu danych, glassmaster zostaje wygrzany, a następnie pometalizowany.
Nowszą technologią jest tzw. technologia fotorezystywna, w której ścieżka danych jest naświetlana na materiale światłoczułym. Na powierzchnię szklanego dysku (o średnicy od 16 cm × 3 mm bądź 18 cm × 2 mm) nakładana jest emulsja wrażliwa na światło, po czym specjalne urządzenie, laserowo naświetla obraz spirali – wzdłuż niej będą znajdować się pity i landy. Spirala ma szerokość 1 μm – dla porównania, średnica ludzkiego włosa ma około 12 μm. Emulsja w momencie wywoływania zostaje usunięta, szklany dysk jest trawiony, po czym uzyskuje się całkowity obraz spirali z zapisem danych. Po skończonym procesie wytrawiania, szklany dysk jest metalizowany. Dokładność tego procesu wpływa na późniejszą jakość płyty CD.

#### Proces galwaniczny
Pometalizowany glassmaster zakładany jest w specjalnym uchwycie na wannę galwaniczną. Po procesie trwającym około godziny, otrzymuje się niklową matrycę, „ojca”, o grubości 0,3 mm, mogącą służyć jako następny stempel produkcyjny. W produkcji wieloseryjnej, z „ojca” (również w trakcie godzinnego procesu), wytwarzana jest nowa matryca – „matka”, służąca do wykonania jej nowej, następnej (niklowej) repliki. Można wręcz nazwać to „stemplowaniem”, dzięki któremu tłoczy się płyty CD/DVD. Z jednego „stempla” (matrycy) można wytłoczyć od kilkunastu do kilkudziesięciu tysięcy gotowych płyt.

### Schemat tłoczenia płyt kompaktowych
W produkcji płyt kompaktowych używa się poliwęglanu. Materiał na płytę CD poddawany jest, w pierwszej fazie, osuszeniu w temperaturze 125 °C.
Technologia używana do wyrobu tworzyw termoutwardzalnych jest stosowana do formowania krążka z rowkami.
W ten sposób wytwarzany jest przezroczysty dysk, który następnie jest studzony, a po wytłoczeniu, na krążek nanosi się warstwę aluminiową, srebrną lub złotą metodą metalizacji. Specjalny lakier ochronny pokrywa powierzchnię metalizowaną, dzięki wykorzystaniu szybkoobrotowej maszyny, która równomiernie rozprowadza go na powierzchni. Lampa ultrafioletowa doprowadza do utwardzenia rozłożonej warstwy lakieru.
W końcowym etapie, specjalny układ optyczny kontroluje jakość płyty, określając jej przydatność i eliminując bezwartościowe wytwory.
Cały proces powstawania płyty trwa od 3 do 5 sekund, a udoskonalanie technologii kontroli jakości zapewnia bezstratny cykl produkcyjny.

### Drukowanie etykiet
Warstwa odbijająca jest chroniona dodatkowo poprzez naniesienie etykiety (label), która zabezpiecza górną część płyty przed uszkodzeniem. W produkcji komercyjnej do wykonania tej warstwy stosuje się technologie tampondruku, sitodruku lub offsetową. Wydawca zwykle prezentuje również informacje opisujące zawartość płyty.